# Данаины
Данаины (лат. Danaini) — триба подсемейства данаид (Danainae) из семейства нимфалид (Nymphalidae).

## Классификация
- Подтриба: Danaina
  - Amauris (Hübner, 1816)
  - Данаиды (Danaus) (Kluk, 1780)
  - Идеопсисы (Ideopsis) Horsfield, 1857
  - Парантики (Parantica) Moore, 1880
  - Тирадельфеи (Tiradelphe) Ackery & Vane-Wright, 1984
  - Тримулаи (Tirumala) Moore, 1880
- Подтриба: Euploeina
  - Анетии (Anetia) Hübner, 1823
  - †Archaeolycorea
  - Эуплоэи (Euploea) Fabricius, 1807
  - Идеи (Idea) Fabricius, 1807
  - Ликореи (Lycorea) Doubleday, 1847
  - Протоплоэи (Protoploea) Ackery & Vane-Wright, 1984